# StEG I 448–465
Die StEG I 448–465 waren die Engerth-Lokomotiven der Staats-Eisenbahn-Gesellschaft (StEG), einer privaten Eisenbahngesellschaft Österreich-Ungarns.
Die 18 Maschinen gehörten zu einer größeren Anzahl an Engerth-Loks der StEG, die von verschiedenen Herstellern beschafft wurden und sich daher mehr oder weniger voneinander unterschieden.
Die hier besprochenen Fahrzeuge wurden von der Lokomotiven- und Maschinenfabrik J.A. Maffei in München 1856 geliefert.
Sie bekamen im ersten Bezeichnungsschema der StEG die Nummern 448–465 sowie die Namen KÖBÖLKŰT, BEGA, SZIGETH, ORSOVA, SZÁMOS, KREMNITZ, MOHÁCS, SZEKSZARD, VÁSÁRHELY, LIPTAU, FÖLDVÁR, VERSECZ, MARMAROS, PETERVÁRAD, UNGHVÁR, MENES, ESZEG und NEUSATZ.
Die BEGA hatte einen unterschiedlichen Kessel, der als zweiter Wert in der Tabelle aufscheint.
Im Bezeichnungsschema von 1873 bekamen die Maschinen die Nummern 710–727 und die Kategorie IVh zugeordnet.
1891 kamen die verbliebenen zehn Lokomotiven als TIII 3191–3200 zur MÁV (später TIII 3891–3900, TIII 3959–3960).
Ab 1911 wurden sie als MÁV-Reihe 368 bezeichnet.